# Ethmia penyagolosella
Ethmia penyagolosella is een vlinder uit de familie grasmineermotten (Elachistidae). De wetenschappelijke naam is voor het eerst geldig gepubliceerd in 2003 door Domingo & Baixeras.
De soort komt voor in Europa.